# بيت ماطر (بني العوام)

تعديل مصدري - تعديل

بيت ماطر هي إحدى قرى عزلة بني القدمي بمديرية بني العوام التابعة لمحافظة حجة، بلغ تعداد سكانها 225 نسمة حسب تعداد اليمن لعام 2004.